# Mġarr
Mġarr (em maltês: L-Imġarr) é uma localidade e concelho local da ilha de Malta em Malta.
Mġarr tem um ambiente rural, estando isolada de outras vilas e cidades maltesas, fica a oeste de Mosta e rodeada por terras agrícolas e de produção de vinho. Muitos dos 4840 residentes (Imġarrin) dedicam-se à atividade agrícola.
Tem um importante património arqueológico, as ruínas das termas romanas de Għajn Tuffieħa.